# Álvaro Negredo
Álvaro Negredo Sánchez (* 20. srpen 1985 Madrid) je španělský profesionální fotbalista, který hraje na pozici útočníka za španělský klub Cádiz CF. Mezi lety 2009 a 2014 odehrál také 21 utkání v dresu španělské reprezentace, v nichž vstřelil 10 branek.
V minulosti hrál mimo Španělska též v Anglii, Turecku a Spojených arabských emirátech.

## Klubová kariéra
S Manchesterem City vyhrál anglickou ligu (2013/14), s Sevilla FC španělský pohár (2009/10). 
V ročníku 2012/13 získal Trofeo Zarra, ocenění pro nejlepšího střelce španělské ligy, který je španělské národnosti (za 25 branek, 4. místo v celkovém pořadí střelců).

## Reprezentační kariéra
Hrál za španělskou mládežnickou reprezentaci do 21 let.
Za A-mužstvo Španělska debutoval 10. 10. 2009 v kvalifikačním zápase v Jerevanu proti domácímu týmu Arménie (výhra 2:1).
Se španělskou reprezentací vyhrál mistrovství Evropy roku 2012. Na šampionátu nastoupil dvakrát, v základní skupině proti Chorvatsku a v semifinále proti Portugalsku.
Významně se podílel i na postupu na mistrovství světa v Brazílii, když v kvalifikaci vstřelil gól Finsku, Bělorusku a Gruzii, ale nakonec byl ze širšího výběru vyřazen a na šampionát nejel. Za národní mužstvo nastoupil naposledy roku 2013, do té doby odehrál 21 zápasů, v nichž vstřelil 10 gólů.